# Мохаммад Надері (футболіст)
Мохаммад Надері (перс. محمد نادری, нар. 5 жовтня 1996, Тегеран) — іранський футболіст, захисник турецького клубу «Алтай». Відомий за виступами в низці іранських клубів, а також у складі збірної Ірану. Чемпіон Ірану, володар Кубка Ірану та Суперкубка Ірану.

## Клубна кар'єра
Мохаммад Надері народився 1996 року в Тегерані. Розпочав займатися футболом у юнацькій команді клубу «Сайпа», пізніше перейшов до школи тегеранського клубу «Могавемат». У дорослому футболі дебютував 2012 року виступами за команду «Трактор Сазі», щоправда в перші роки виступів він рідко потрапляв до основи команди, зігравши до 2017 року лише в одному матчі чемпіонату країни. Керівництво тебризького клубу вирішило віддати молодого футболіста в оренду до дебютанта вищого іранського дивізіону «Нассаджі Мазандаран». У цій команді Надері грав протягом півроку, зігравши 8 матчів у чемпіонаті, після чого повернувся до «Трактор Сазі», в якому зіграв 25 матчів чемпіонату.
У 2018 році Мохаммад Надері перейшов до бельгійського клубу «Кортрейк», проте в ньому не заграв, і вже за півроку, з початку 2019 року, повернувся на батьківщину, де став гравцем столичного клубу «Персеполіс». У складі команди в сезоні 2018—2019 років він став чемпіоном країни, володарем Кубка та Суперкубка країни. до кінця 2019 року зіграв за «Персеполіс» 26 матчів у чемпіонаті країни. З 2020 року Надері грав на батьківщині в клубі «Естеглал» на правах постійного контракту. У 2021 році Мохаммад Надері перейшов до складу турецького клубу «Алтай».

## Виступи за збірну
Мохаммад Надері дебютував у складі національної збірної Ірану 11 листопада 2019 року в матчі проти збірної Іраку в рамках відбору до чемпіонату світу 2022 року.
| Дата       | Місто | Господарі | Результат | Гості | Турнір            | Голи | Примітки |
| ---------- | ----- | --------- | --------- | ----- | ----------------- | ---- | -------- |
| 14-11-2019 | Амман | Ірак      | 2 – 1     | Іран  | Відбір до ЧС 2022 | -    | 53'      |
| Усього     |       | Матчів    | 1         |       | Голів             | 0    |          |

## Титули і досягнення
- Чемпіон Ірану (1):

«Персеполіс»: 2018-19
- Володар Кубку Ірану (1):

«Персеполіс»: 2018-19
- Володар Суперкубку Ірану (1):

«Персеполіс»: 2019